# Eustacesia
Eustacesia là một chi nhện trong họ Araneidae.